# Trévise FBC 1993
Maillots
Dernière mise à jour : 19 août 2025.
Le Trévise FBC 1993 est un club italien de football basé à Trévise. 

## Histoire
Le club est fondé en 1909 sous le nom de « Foot Ball Club Treviso », est ensuite rebaptisé « Associazione Calcio Treviso » en 1933 puis « Treviso Foot Ball Club 1993 » le 6 février 1993. 
Dernier de Serie B en 2009, le club fait faillite quelque temps après. Refondé sous le nom de ASD Trévise 2009, il est relégué en sixième division.
Le club se reconstruit et est promu en mai 2011. Il officie en série C2 pour la saison 2011-2012.

## Palmarès
- Champion d'Italie Serie C1 (D3) : 2001
- Champion d'Italie Serie C1-A (D3-groupe A) : 1997

## Joueurs importants du passé
- Walter Baseggio
- Luca Toni
- Leonardo Bonucci
- Robert Acquafresca
- Jean-François Gillet
- Marco Borriello
- Pasquale Foggia
- Marco Ballotta
- Christian Maggio